# Jürgen Dietze
Jürgen Dietze   (Leipzig, 16 de setembre de 1942) és un nedador alemany, ja retirat, especialista en esquena, que va competir sota bandera de la República Democràtica Alemanya durant la dècada de 1960.
En el seu palmarès destaca una medalla d'or en els 4x100 metres estils del Campionat d'Europa de natació de 1962. En aquesta cursa l'equip alemany aconseguí millorar el rècord d'Europa de la distància. També guanyà nou campionats nacionals de la República Democràtica Alemanya: quatre dels 100 metres esquena (1962, 1964, 1965 i 1966), un dels 4x100 metres (1960) i quatre dels 4x100 metres estils individuals (1959, 1960, 1961 i 1962).
Durant la seva carrera esportiva va prendre part en dues edicions dels Jocs Olímpics d'Estiu, el 1960 i 1964. En ambdues edicions quedà eliminada en sèries en les proves que disputà.